# Yahagi (tàu tuần dương Nhật) (1942)
Yahagi (tiếng Nhật: 矢矧) là một tàu tuần dương hạng nhẹ thuộc lớp Agano đã phục vụ cùng Hải quân Đế quốc Nhật Bản trong Chiến tranh Thế giới thứ hai. Yahagi đã bị máy bay của Hải quân Mỹ đánh chìm ngày 7 tháng 4 năm 1945 cùng với thiết giáp hạm Yamato trong Chiến dịch Ten-Go, một nhiệm vụ tự sát chống lại lực lượng hạm đội Mỹ đang tấn công Okinawa.

## Thiết kế và chế tạo
Yahagi là chiếc thứ ba trong lớp tàu tuần dương hạng nhẹ Agano. Lớp tàu này được thiết kế như những con tàu nhanh nhẹn với vỏ giáp mỏng để chỉ huy hải đội tàu khu trục hay tàu ngầm, và được dự định để thay thế cho các lớp tàu tuần dương hạng nhẹ cũ được chế tạo sau khi Chiến tranh Thế giới thứ nhất kết thúc.
Yahagi được đặt lườn vào ngày 11 tháng 11 năm 1941, được hạ thủy vào ngày 25 tháng 10 năm 1942 và được đưa ra hoạt động vào ngày 29 tháng 12 năm 1943 tại xưởng hải quân Sasebo.

## Lịch sử hoạt động
Sau khi hoàn tất, Yahagi được gửi đến Singapore để tuần tra ngoài khơi Lingga và để huấn luyện vào tháng 2 năm 1944. Vào tháng 5, nó rời Singapore hướng đến Tawi Tawi cùng các tàu sân bay Taiho, Zuikaku và Shokaku và các tàu tuần dương Myōkō và Haguro.

### Trận chiến biển Philippines
Trận chiến biển Philippine mở đầu vào ngày 13 tháng 6 năm 1944, khi Yahagi tham gia trong thành phần của "Lực lượng A" Hạm đội Cơ động dưới quyền chỉ huy của Phó Đô đốc Jisaburo Ozawa để đối đầu cùng Đệ Ngũ hạm đội trong một "trận chiến quyết định" ngoài khơi Saipan. Yahagi là soái hạm của Hải đội Khu trục 10 bao gồm các tàu khu trục Asagumo của Đội 10, Urakaze, Isokaze và Tanikaze của Đội 17, Wakatsuki, Hatsuzuki, Akizuki và Shimotsuki của Đội 61 để hộ tống các tàu sân bay. Vào ngày 19 tháng 6 năm 1944, Hạm đội Cơ động mở cuộc không kích vào Lực lượng Đặc nhiệm 58, nhưng bị thiệt hại nặng nề về máy bay với ưu thế bị áp đảo trong "Cuộc săn vịt trời Marianna vĩ đại". Yahagi và Urakaze vớt được 570 thành viên thủy thủ đoàn của tàu sân bay Shokaku sau khi nó bị đánh chìm bởi ngư lôi phóng từ tàu ngầm Cavalla.
Trải qua một đợt tái trang bị tại Kure, Hiroshima từ cuối tháng 6 đến đầu tháng 7 năm 1944, Yahagi được bổ sung hai tháp pháo phòng không 25 mm Kiểu 96 ba nòng ở giữa tàu, nâng tổng số lên 48 nòng pháo, một bộ radar dò tìm không trung Kiểu 13 và dò tìm mặt đất Kiểu 22. Vào ngày 8 tháng 7 năm 1944, Yahagi rời Kure với binh lính cùng một lực lượng hùng hậu bao gồm nhiều thiết giáp hạm, tàu tuần dương và tàu khu trục quay về Singapore.

### Hải chiến vịnh Leyte
Ngày 22 tháng 10 năm 1944, Yahagi tham gia trận chiến vịnh Leyte trong thành phần Lực lượng Trung tâm của Phó Đô đốc Takeo Kurita, chỉ huy Hải đội Khu trục 10 bao gồm các tàu khu trục Kiyoshimo của Đội 2, Nowaki của Đội 4 cùng Urakaze, Yukikaze, Hamakaze và Isokaze của Đội 17. Chúng được tháp tùng bởi các thiết giáp hạm Kongō và Haruna cùng các tàu tuần dương Tone, Chikuma, Kumano và Suzuya.
Trong Trận chiến biển Sibuyan vào ngày 24 tháng 10 năm 1944, hạm đội phải chịu đựng 11 đợt không kích bởi hơn 250 máy bay của Lực lượng Đặc nhiệm 38 xuất phát từ các tàu sân bay Enterprise, Essex, Intrepid, Franklin, Lexington và Cabot. Mặc dù chiếc thiết giáp hạm Musashi bị đánh chìm và Yamato và Nagato bị đánh trúng, Yahagi vẫn không bị hư hại. Tương tự, trong trận chiến ngoài khơi Samar ngày 25 tháng 10 năm 1944, Yahagi trải qua trận chiến mà không bị thiệt hại. On 26 tháng 10 năm 1944, Lực lượng Trung tâm bị tấn công bởi 80 máy bay xuất phát từ tàu sân bay ngoài khơi Panay, rồi được tiếp nối bởi 30 máy bay ném bom hạng nặng B-24 Liberator của Không lực Mỹ và thêm 60 máy bay từ tàu sân bay khác. Yahagi trải qua tất cả các cuộc không kích này bình an và quay về Brunei.

### Sự kết thúc của Hải quân Đế quốc Nhật Bản

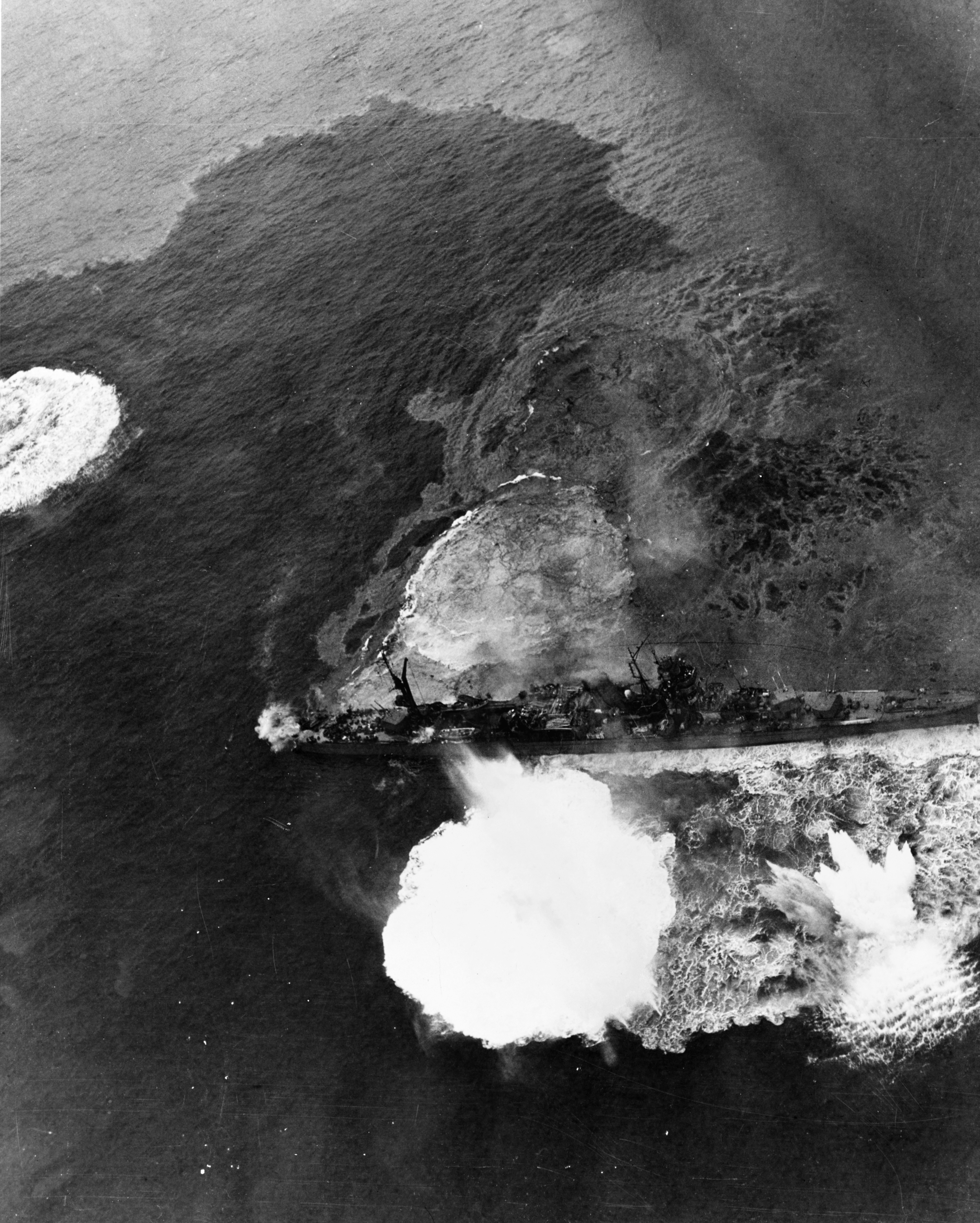
Yahagi đang bị tấn công bằng bom và ngư lôi

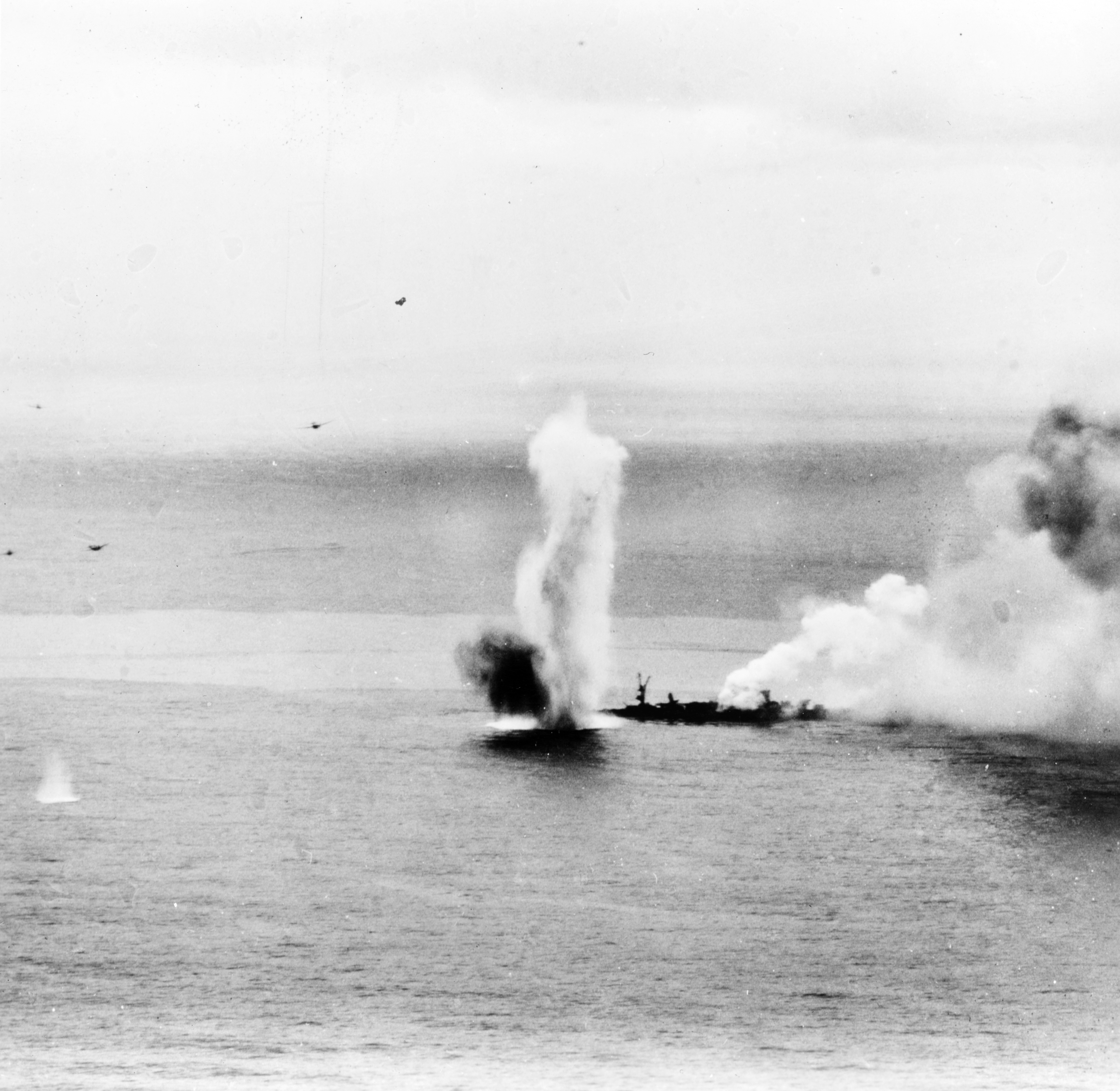
Yahagi đang chìm

Ngày 16 tháng 11 năm 1944, Hải đội Khu trục 10 bị giải thể và Yahagi được phân làm soái hạm cho Hải đội khu trục 2 mới thành lập của Chuẩn Đô đốc Komura Keizo. Yahagi được lệnh quay trở về Nhật Bản cùng ngày hôm đó để được tái trang bị. Nó ở lại vùng biển Nội địa Nhật Bản cho đến tháng 3 năm 1945. Vào ngày 6 tháng 4 năm 1945, Yahagi được lệnh tháp tùng thiết giáp hạm Yamato từ Tokushima để tham gia "chiến dịch Ten-Go" nhằm phản công vào lực lượng Mỹ đang tấn công Okinawa, mà thực chất là một cuộc tấn công tự sát để giữ danh dự cho Hải quân Đế quốc Nhật Bản.
Bắt đầu từ 12 giờ 20 phút ngày 7 tháng 4 năm 1945, lực lượng của Yamato bị tấn công làm nhiều đợt với tổng cộng 386 máy bay (180 máy bay tiêm kích, 75 máy bay ném bom, 131 máy bay ném ngư lôi) thuộc Lực lượng Đặc nhiệm 58 Mỹ. Lúc 12 giờ 46 phút, một quả ngư lôi đánh trúng Yahagi ngay giữa phòng động cơ, giết chết toàn bộ nhân sự tại đây và làm ngừng động cơ. Chết đứng giữa biển, Yahagi bị trúng thêm ít nhất sáu ngư lôi và 12 bom trong các đợt không kích tiếp theo sau. Tàu khu trục Isokaze tìm cách đến gần để hỗ trợ Yahagi nhưng bản thân nó cũng bị tấn công, hư hại nặng nề và chìm không lâu sau đó. Yahagi lật úp và chìm lúc 14 giờ 05 phút ở tọa độ 30°47′B 128°08′Đ / 30,783°B 128,133°Đ mang theo 445 thành viên thủy thủ đoàn. Chuẩn Đô đốc Komura và Thuyền trưởng Hara nằm trong số những người sống sót được các tàu khu trục Hatsushimo và Yukikaze vớt lên. Những người sống sót vẫn còn có thể thấy Yamato ở phía xa, vẫn hướng về phía Nam và đánh trả máy bay Mỹ đang tấn công. Tuy nhiên, thực ra Yamato chỉ sống sót thêm vài phút trước khi bị đánh chìm.
Yahagi được rút khỏi danh sách Đăng bạ Hải quân vào ngày 20 tháng 6 năm 1945.

## Danh sách thuyền trưởng
- Matake Yoshimura: 29 tháng 12 năm 1943 - 20 tháng 12 năm 1944
- Tameichi Hara: 20 tháng 12 năm 1944 - 7 tháng 4 năm 1945